# Villaveza del Agua
Villaveza del Agua község Spanyolországban,  Zamora tartományban. Villaveza del Agua Santovenia, Milles de la Polvorosa, Arcos de la Polvorosa, Santa Colomba de las Monjas, Barcial del Barco, San Agustín del Pozo és Villafáfila községekkel határos. Lakosainak száma 163 fő (2024).

## Népesség
A település népessége az utóbbi években az alábbiak szerint változott:
| Lakosok száma | 277  | 266  | 257  | 249  | 225  | 216  | 195  | 187  | 174  | 163  |
|               | 2001 | 2004 | 2007 | 2009 | 2012 | 2014 | 2017 | 2019 | 2022 | 2024 |